# Сава-Бохинька
Сава-Бохинька (словен. Sava Bohinjka) — река в Словении.
Река берёт начало в озере Бохиньско, в устье имеет многочисленные заводи и старицы. При слиянии с рекой Сава-Долинка в Радовлице образует реку Сава.
Долина реки, сформированная ледниками, отличается большим разнообразием флоры и фауны. На берегах реки расположены населённые пункты Бохиньска-Бистрица и Бохиньска-Бела.
Длина реки составляет 32 км (с учётом длины реки Савицы, своего главного притока, — 41 км), площадь бассейна — 388 км². Река Савица берёт начало Триглавском нагорье на высоте 790 метров над уровнем моря, круто обрывается вниз, образуя одноимённый водопад, затем течёт в узком ущелье, зажатая между гор. Перед впадением в Бохинское озеро на реке построена гидроэлектростанция мощностью 3 Мвт.

## Галерея фотографий

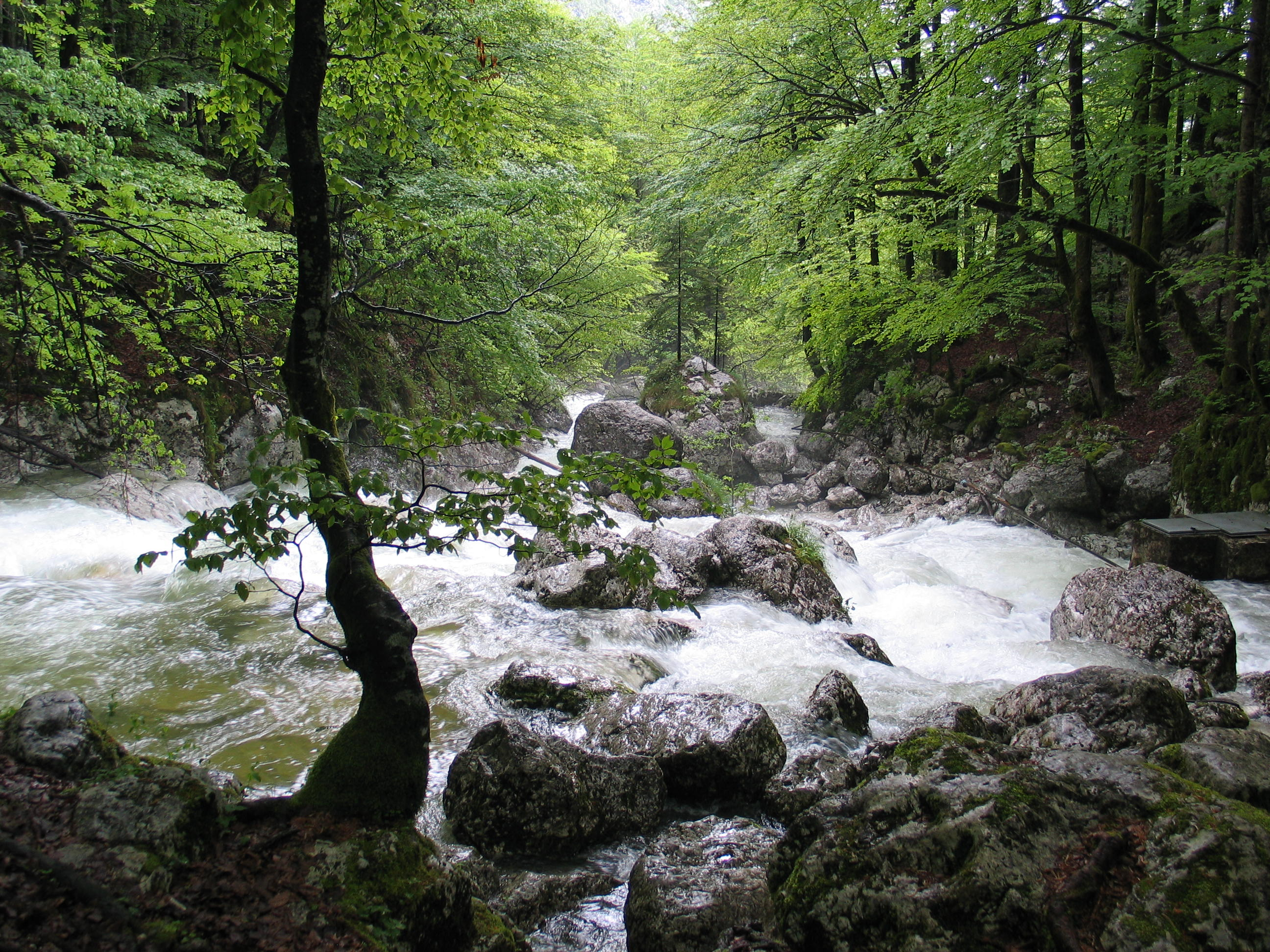
Река Сава-Бохинька
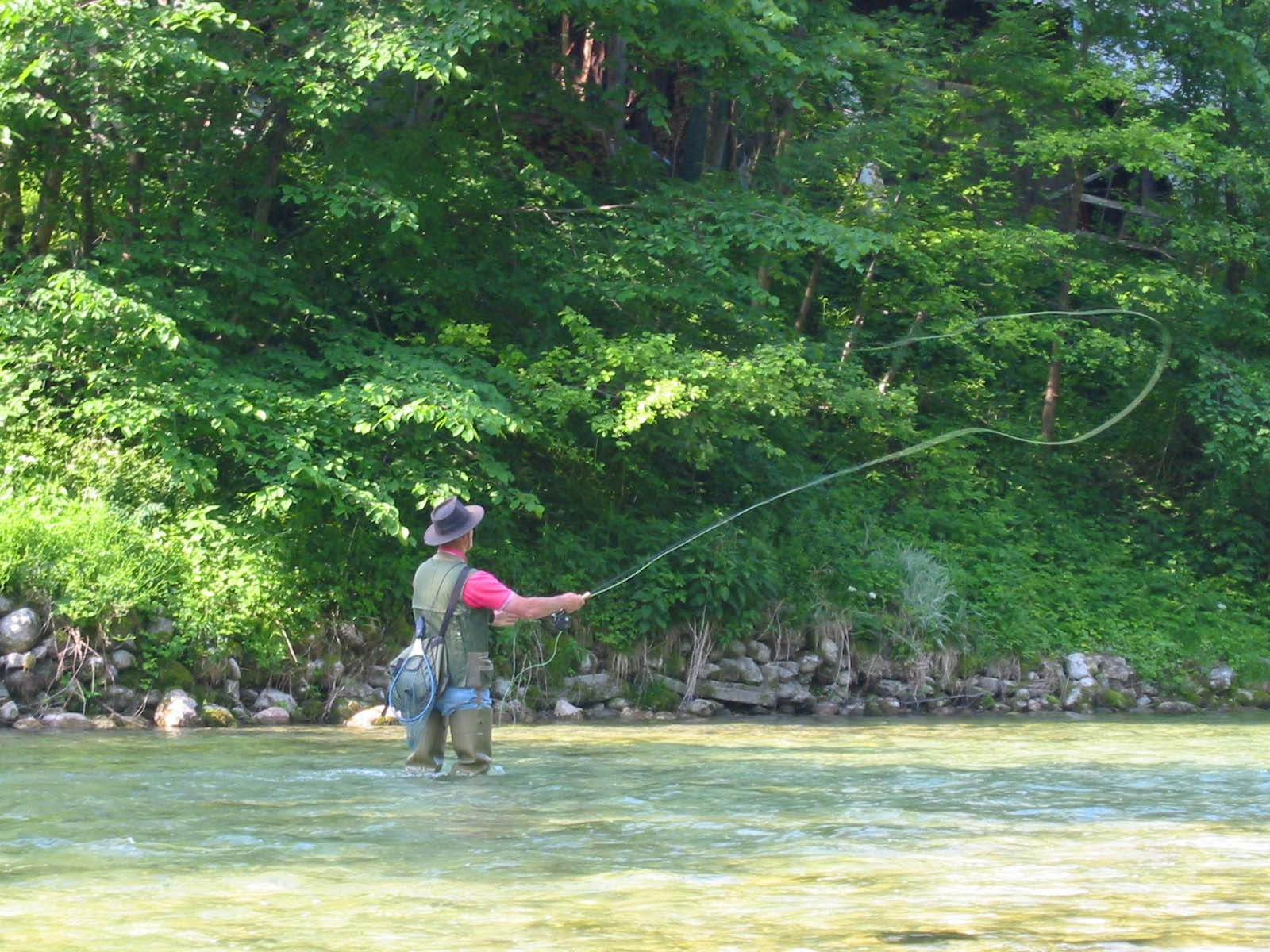
Рыбалка на реке Сава-Бохинька
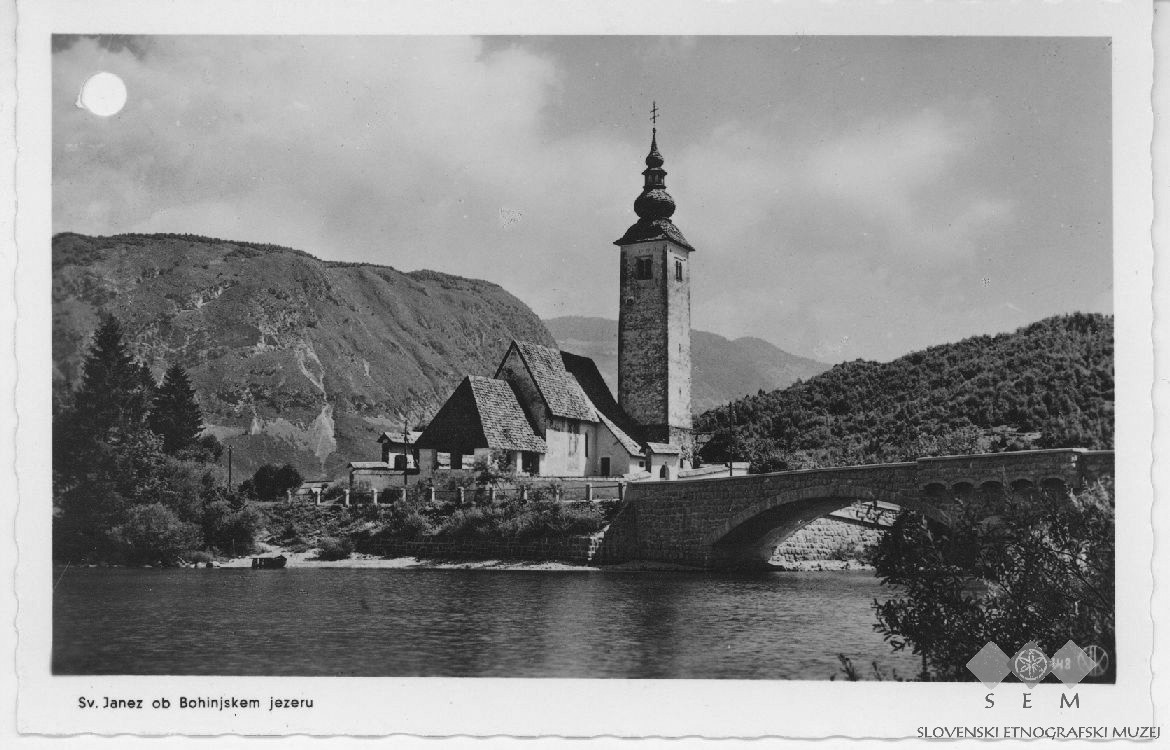
Старая открытка с видом на реку и церковь
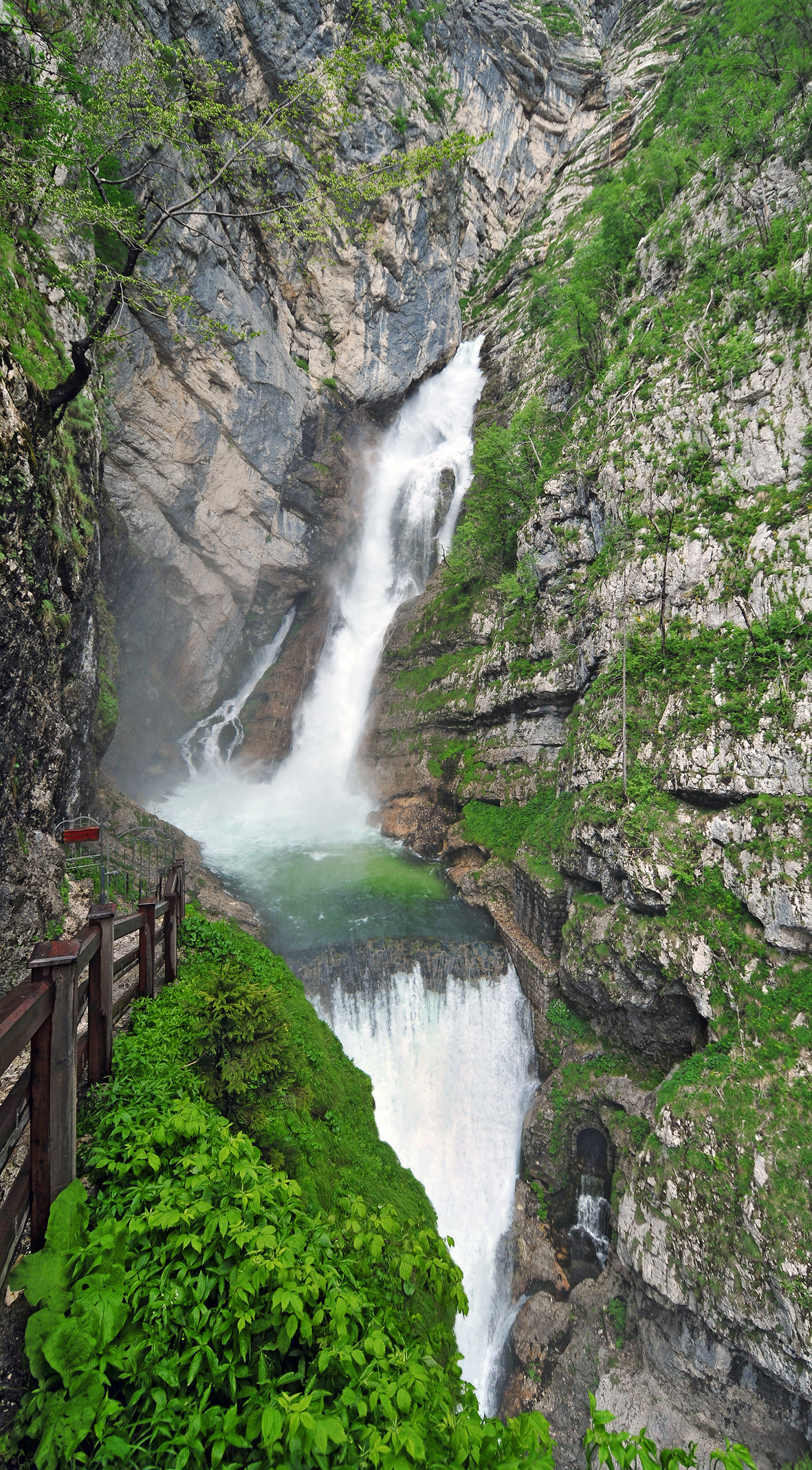
Водопад Савица
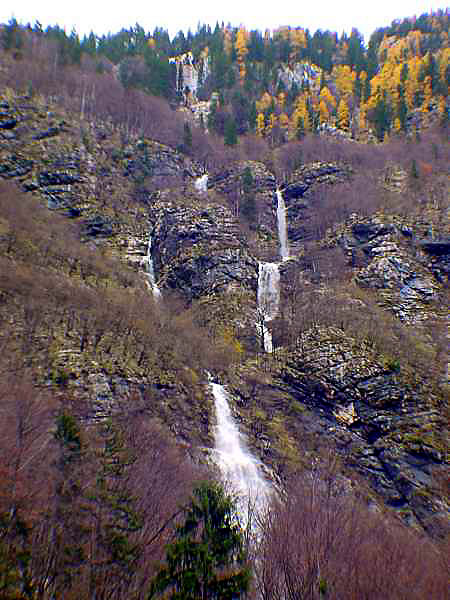